# Oxycorythus morawitzi
Oxycorythus morawitzi är en skalbaggsart som beskrevs av Semyon Martynovich Solsky 1876. Oxycorythus morawitzi ingår i släktet Oxycorythus och familjen Aphodiidae. Inga underarter finns listade i Catalogue of Life.